# JAPAN RUGBY LEAGUE ONE 2024-25 DIVISION 3
ジャパンラグビーリーグワン2024-25 DIVISION 3（ディビジョン3）は、日本のラグビーユニオンによる社会人リーグ戦「ジャパンラグビーリーグワン」3部リーグの4年度目として、2024年12月21日から2025年5月まで開催。

## 概要

### 編成・運営
- 3つの新規チーム（ヤクルトレビンズ戸田、狭山セコムラガッツ、ルリーロ福岡）が参入[3][4]。
- 前2023-24シーズンでも導入した20分レッドカードのほかに、60秒ショットクロック、30秒以内ラインアウト形成、スクラムハーフへの保護、相手が争わないラインアウトではノットストレートを許容するなどの国際的試験的ルールを、2025年1月1日からの世界的公式実施に先立って、2024-25シーズンから導入した[5]。
- ハーフタイムは前シーズンまでの12分から、15分に変更[6]。
- リーグ戦後の順位入替戦は行わない。入替戦は2チームのみとなり、上位2チームがDIVISION2との入替戦を行う[6]。
- DIVISION3の試合が行われる 栃木県（足利市総合運動場陸上競技場、栃木県グリーンスタジアム）、山梨県（JIT リサイクルインク スタジアム）は、リーグワン初開催の県[7]。

### 用語の変更
- 2025年1月6日、日本ラグビーフットボール協会は「新たにラグビー競技を観戦する人たちにわかりやすく伝えるため」として、用語の変更を発表した。主なものは、ノックオン→ノックフォワード、ジャッカル→スティール、 ゴールライン→トライライン、インゴールエリア→トライゾーン/トライエリアなど[8]。第3節となる1月11日(土)の試合から、順次反映させていく[9]。

### 選手区分の条件変更など
- 2024年8月1日からワールドラグビーは、国代表となる条件を緩和。これまでの条件のうち、「プレーする時点の直前の60ヶ月間継続して当該国を居住地としていた」という項目が撤廃された[10][11]。外国籍の選手は、日本国内チームに60か月在籍していれば、日本代表となる条件を満たす[10]。
- 2024年10月22日に、ジャパンラグビーリーグワンは、国外滞在日数の制限（年間62日以内）を撤廃し、それまでシーズンオフに2か月以上の母国帰国をしていたことなどを理由にカテゴリBとなっていた選手は、多くがカテゴリAに変更となる[12][13]。
- 今シーズンから期限付き移籍（レンタル移籍）を認め、1シーズンで最大3名まで（4月1日以降は1名のみ）が移籍できる。移籍選手が移籍先でプレーオフや入替戦に出場するには、少なくとも1試合はレギュラーシーズンでプレーしていることが条件となる[14][15]。

### マスコット総選挙を主催
前シーズンまで「ラグビーマガジン」が主催していた「ジャパンラグビーリーグワン マスコット総選挙」を、このシーズンからジャパンラグビーリーグワンが主催することになった。

### その他
- 桑井亜乃レフリーが、トップリーグ時代も含め、社会人ラグビー公式戦で女性として初めてレフリーを担当[17]。

### 2025年9月-10月に若手育成大会を開催
リーグワン所属チームが、各拠点をもとに東・中・西に分かれて対戦する、選手育成を目的とする新大会を2025年9月から10月にかけて開催。20チームにより20試合を実施予定。6チームは不参加となる。

### 2026-27シーズンから登録区分を変更
2025年5月13日、2026-27シーズンから選手の登録区分に追加カテゴリを導入することを発表した。
カテゴリAを、カテゴリA-1およびA-2に区分する。A-1は「小中学校の義務教育9年間のうち、6年以上を日本で過ごした選手」で、A-2は「A-1以外で、他協会の代表歴がなく、日本協会における48カ月以上の継続登録がある選手」。A-2の要件を満たす選手のうち、日本代表キャップを30以上持つ選手は、優遇措置としてA-1に分類する。
2024-25シーズンでは、試合出場中15人のうち日本国籍取得選手を含めた海外出身者が10人を超えるチームも現れている。2026-27シーズンからは、日本生まれなどの条件を満たした選手で8人以上がプレーすることになる。リーグワンの東海林一専務理事は「小中学生などの若年層に、リーグワンでプレーしたいという意欲を高めてもらい、国内の競技人口増加を目指す」としている。
リーグワンの発表直後、2024-25シーズンでカテゴリAのレメキロマノラヴァ（三重H）は「日本のためにオリンピック出てワールドカップ2回出て日本国籍をとったけどカテゴリA-2になった!」と、X（旧Twitter）で不満を表明した。
2025年5月15日、スポーツライターの大友信彦は中日スポーツで、「苦労して日本国籍を取得した選手に対する差別であり、国籍差別が大きかったトップリーグ時代よりも差別的である」としている。
同じく5月15日、スポーツジャーナリストの二宮清純は、「日本出身選手の出場機会が増えるのはいいことだ。日本のリーグだから、日本国籍を持つ選手が優遇されるのは理解できる。それならば、海外出身でも日本国籍を取得した選手も、同様に扱う（A-1とする）のが筋だ」と述べた。
5月29日、ラグビーライターの吉田宏は、日本代表30キャップ未満となる多くの海外出身選手へのリスペクトがないことを指摘。さらに、日本国籍を取得したカテゴリA-2の選手に対し、日本国憲法で保障された職業選択の自由を侵害しているのではないか、と問題視している。
詳細は「ジャパンラグビーリーグワン#選手の登録区分」を参照。

## チーム
2024年12月30日現在。
| チーム名 （呼称）            | 略称   | 2024-25シーズンで ホームスタジアムとして使われる会場 | 前年順位                |
| ---------------------------- | ------ | --- | ----------------------- |
| クリタウォーターガッシュ昭島 | WG昭島 | 厚木市荻野運動公園競技場（神奈川県厚木市） AGFフィールド（東京都調布市） | DIVISION3 3位           |
| マツダスカイアクティブズ広島 | SA広島 | Balcom BMW Stadium（広島県広島市西区） 福山通運ローズスタジアム（広島県福山市）                                                                                                  | DIVISION3 4位           |
| 中国電力レッドレグリオンズ   | 中国RR | Balcom BMW Stadium（広島県広島市西区） 維新みらいふスタジアム（山口県山口市） 福山通運ローズスタジアム（広島県福山市）                                                           | DIVISION3 5位           |
| ヤクルトレビンズ戸田         | L戸田  | 栃木県グリーンスタジアム（栃木県宇都宮市） アースケア敷島サッカー・ラグビー場（群馬県前橋市） 太田市運動公園陸上競技場（群馬県太田市） AGFフィールド（東京都調布市）             | トップイーストA 1位     |
| 狭山セコムラガッツ           | 狭山RG | 足利市総合運動場陸上競技場（栃木県足利市） JITリサイクルインクスタジアム（山梨県甲府市） 栃木県グリーンスタジアム（栃木県宇都宮市） 海老名運動公園陸上競技場（神奈川県海老名市） | トップイーストA 2位     |
| ルリーロ福岡                 | LR福岡 | 久留米総合スポーツセンター陸上競技場（福岡県久留米市） | トップキュウシュウA 1位 |

## 順位

### リーグ戦の順位
15節（各チーム15試合）で「勝ち点」を競う。
| \| \| JAPAN RUGBY LEAGUE ONE 2024-25 DIVISION 3 順位表（2025年5月11日時点）出典：[29] \| 編集 \| | | | | | | | | | | | | | | |                                                                          |                                                                          |
| リーグ戦 順位 | チーム | 試合数 | 勝ち点 | 勝 | 分 | 負 | 得点 | 失点 | 得失差 | T | G | PG | DG | 反則数 | 入替戦                                                                   | 最終結果                                                                 |
| 優勝 | マツダスカイアクティブズ広島 | 14 | 56 | 11 | 0 | 3 | 567 | 235 | 332 | 85 | 62 | 6 | 0 | 160 | 第14節で優勝決定、第13節で入替戦進出決定 DIVISION2 8位と入替戦           | 残留                                                                     |
| 2位 | 狭山セコムラガッツ | 15 | 55 | 11 | 0 | 4 | 593 | 317 | 276 | 87 | 61 | 12 | 0 | 179 | 第13節で入替戦進出が決定 DIVISION2 7位と入替戦                           | 残留                                                                     |
| 3位 | クリタウォーターガッシュ昭島 | 15 | 43 | 9 | 0 | 6 | 529 | 402 | 127 | 77 | 54 | 12 | 0 | 180 |                                                                          |                                                                          |
| 4位 | 中国電力レッドレグリオンズ | 14 | 23 | 5 | 0 | 9 | 319 | 474 | -155 | 40 | 28 | 21 | 0 | 166 |                                                                          |                                                                          |
| 5位 | ヤクルトレビンズ戸田 | 15 | 23 | 5 | 0 | 10 | 298 | 537 | -239 | 41 | 21 | 12 | 0 | 183 |                                                                          |                                                                          |
| 6位 | ルリーロ福岡 | 15 | 13 | 3 | 0 | 12 | 266 | 607 | -341 | 34 | 24 | 16 | 0 | 212 |                                                                          |                                                                          |
| | | | | | | | | | | | | | | |                                                                          |                                                                          |
| - 勝ち点は、勝ち4点、引き分け2点、負け0点。 - ただし、7点差以内の負けは1点を付与、3トライ差以上での勝ちは追加で1点を付与。 - 同じ勝ち点である場合は下記の順番で順位を決定する。 1. 勝ち点 2. 勝利数 3. ①および②が同数であったチーム間の勝ち点 4. ①、②および③が同数であったチーム間の得失点差 5. 全試合の得失点差 6. 当該チーム間のトライ数 7. 全試合でのトライ数 8. 当該チーム間のトライ後のゴール数 9. 全試合でのトライ後のゴール数 10. 抽選 | - 勝ち点は、勝ち4点、引き分け2点、負け0点。 - ただし、7点差以内の負けは1点を付与、3トライ差以上での勝ちは追加で1点を付与。 - 同じ勝ち点である場合は下記の順番で順位を決定する。 1. 勝ち点 2. 勝利数 3. ①および②が同数であったチーム間の勝ち点 4. ①、②および③が同数であったチーム間の得失点差 5. 全試合の得失点差 6. 当該チーム間のトライ数 7. 全試合でのトライ数 8. 当該チーム間のトライ後のゴール数 9. 全試合でのトライ後のゴール数 10. 抽選 | - 勝ち点は、勝ち4点、引き分け2点、負け0点。 - ただし、7点差以内の負けは1点を付与、3トライ差以上での勝ちは追加で1点を付与。 - 同じ勝ち点である場合は下記の順番で順位を決定する。 1. 勝ち点 2. 勝利数 3. ①および②が同数であったチーム間の勝ち点 4. ①、②および③が同数であったチーム間の得失点差 5. 全試合の得失点差 6. 当該チーム間のトライ数 7. 全試合でのトライ数 8. 当該チーム間のトライ後のゴール数 9. 全試合でのトライ後のゴール数 10. 抽選 | - 勝ち点は、勝ち4点、引き分け2点、負け0点。 - ただし、7点差以内の負けは1点を付与、3トライ差以上での勝ちは追加で1点を付与。 - 同じ勝ち点である場合は下記の順番で順位を決定する。 1. 勝ち点 2. 勝利数 3. ①および②が同数であったチーム間の勝ち点 4. ①、②および③が同数であったチーム間の得失点差 5. 全試合の得失点差 6. 当該チーム間のトライ数 7. 全試合でのトライ数 8. 当該チーム間のトライ後のゴール数 9. 全試合でのトライ後のゴール数 10. 抽選 | - 勝ち点は、勝ち4点、引き分け2点、負け0点。 - ただし、7点差以内の負けは1点を付与、3トライ差以上での勝ちは追加で1点を付与。 - 同じ勝ち点である場合は下記の順番で順位を決定する。 1. 勝ち点 2. 勝利数 3. ①および②が同数であったチーム間の勝ち点 4. ①、②および③が同数であったチーム間の得失点差 5. 全試合の得失点差 6. 当該チーム間のトライ数 7. 全試合でのトライ数 8. 当該チーム間のトライ後のゴール数 9. 全試合でのトライ後のゴール数 10. 抽選 | - 勝ち点は、勝ち4点、引き分け2点、負け0点。 - ただし、7点差以内の負けは1点を付与、3トライ差以上での勝ちは追加で1点を付与。 - 同じ勝ち点である場合は下記の順番で順位を決定する。 1. 勝ち点 2. 勝利数 3. ①および②が同数であったチーム間の勝ち点 4. ①、②および③が同数であったチーム間の得失点差 5. 全試合の得失点差 6. 当該チーム間のトライ数 7. 全試合でのトライ数 8. 当該チーム間のトライ後のゴール数 9. 全試合でのトライ後のゴール数 10. 抽選 | - 勝ち点は、勝ち4点、引き分け2点、負け0点。 - ただし、7点差以内の負けは1点を付与、3トライ差以上での勝ちは追加で1点を付与。 - 同じ勝ち点である場合は下記の順番で順位を決定する。 1. 勝ち点 2. 勝利数 3. ①および②が同数であったチーム間の勝ち点 4. ①、②および③が同数であったチーム間の得失点差 5. 全試合の得失点差 6. 当該チーム間のトライ数 7. 全試合でのトライ数 8. 当該チーム間のトライ後のゴール数 9. 全試合でのトライ後のゴール数 10. 抽選 | - 勝ち点は、勝ち4点、引き分け2点、負け0点。 - ただし、7点差以内の負けは1点を付与、3トライ差以上での勝ちは追加で1点を付与。 - 同じ勝ち点である場合は下記の順番で順位を決定する。 1. 勝ち点 2. 勝利数 3. ①および②が同数であったチーム間の勝ち点 4. ①、②および③が同数であったチーム間の得失点差 5. 全試合の得失点差 6. 当該チーム間のトライ数 7. 全試合でのトライ数 8. 当該チーム間のトライ後のゴール数 9. 全試合でのトライ後のゴール数 10. 抽選 | - 勝ち点は、勝ち4点、引き分け2点、負け0点。 - ただし、7点差以内の負けは1点を付与、3トライ差以上での勝ちは追加で1点を付与。 - 同じ勝ち点である場合は下記の順番で順位を決定する。 1. 勝ち点 2. 勝利数 3. ①および②が同数であったチーム間の勝ち点 4. ①、②および③が同数であったチーム間の得失点差 5. 全試合の得失点差 6. 当該チーム間のトライ数 7. 全試合でのトライ数 8. 当該チーム間のトライ後のゴール数 9. 全試合でのトライ後のゴール数 10. 抽選 | - 勝ち点は、勝ち4点、引き分け2点、負け0点。 - ただし、7点差以内の負けは1点を付与、3トライ差以上での勝ちは追加で1点を付与。 - 同じ勝ち点である場合は下記の順番で順位を決定する。 1. 勝ち点 2. 勝利数 3. ①および②が同数であったチーム間の勝ち点 4. ①、②および③が同数であったチーム間の得失点差 5. 全試合の得失点差 6. 当該チーム間のトライ数 7. 全試合でのトライ数 8. 当該チーム間のトライ後のゴール数 9. 全試合でのトライ後のゴール数 10. 抽選 | - 勝ち点は、勝ち4点、引き分け2点、負け0点。 - ただし、7点差以内の負けは1点を付与、3トライ差以上での勝ちは追加で1点を付与。 - 同じ勝ち点である場合は下記の順番で順位を決定する。 1. 勝ち点 2. 勝利数 3. ①および②が同数であったチーム間の勝ち点 4. ①、②および③が同数であったチーム間の得失点差 5. 全試合の得失点差 6. 当該チーム間のトライ数 7. 全試合でのトライ数 8. 当該チーム間のトライ後のゴール数 9. 全試合でのトライ後のゴール数 10. 抽選 | - 勝ち点は、勝ち4点、引き分け2点、負け0点。 - ただし、7点差以内の負けは1点を付与、3トライ差以上での勝ちは追加で1点を付与。 - 同じ勝ち点である場合は下記の順番で順位を決定する。 1. 勝ち点 2. 勝利数 3. ①および②が同数であったチーム間の勝ち点 4. ①、②および③が同数であったチーム間の得失点差 5. 全試合の得失点差 6. 当該チーム間のトライ数 7. 全試合でのトライ数 8. 当該チーム間のトライ後のゴール数 9. 全試合でのトライ後のゴール数 10. 抽選 | - 勝ち点は、勝ち4点、引き分け2点、負け0点。 - ただし、7点差以内の負けは1点を付与、3トライ差以上での勝ちは追加で1点を付与。 - 同じ勝ち点である場合は下記の順番で順位を決定する。 1. 勝ち点 2. 勝利数 3. ①および②が同数であったチーム間の勝ち点 4. ①、②および③が同数であったチーム間の得失点差 5. 全試合の得失点差 6. 当該チーム間のトライ数 7. 全試合でのトライ数 8. 当該チーム間のトライ後のゴール数 9. 全試合でのトライ後のゴール数 10. 抽選 | - 勝ち点は、勝ち4点、引き分け2点、負け0点。 - ただし、7点差以内の負けは1点を付与、3トライ差以上での勝ちは追加で1点を付与。 - 同じ勝ち点である場合は下記の順番で順位を決定する。 1. 勝ち点 2. 勝利数 3. ①および②が同数であったチーム間の勝ち点 4. ①、②および③が同数であったチーム間の得失点差 5. 全試合の得失点差 6. 当該チーム間のトライ数 7. 全試合でのトライ数 8. 当該チーム間のトライ後のゴール数 9. 全試合でのトライ後のゴール数 10. 抽選 | - 勝ち点は、勝ち4点、引き分け2点、負け0点。 - ただし、7点差以内の負けは1点を付与、3トライ差以上での勝ちは追加で1点を付与。 - 同じ勝ち点である場合は下記の順番で順位を決定する。 1. 勝ち点 2. 勝利数 3. ①および②が同数であったチーム間の勝ち点 4. ①、②および③が同数であったチーム間の得失点差 5. 全試合の得失点差 6. 当該チーム間のトライ数 7. 全試合でのトライ数 8. 当該チーム間のトライ後のゴール数 9. 全試合でのトライ後のゴール数 10. 抽選 | - 1位はDIVISION2の8位と、 2位はDIVISION2の7位と、 それぞれ入替戦を行う。 | - 1位はDIVISION2の8位と、 2位はDIVISION2の7位と、 それぞれ入替戦を行う。 |
| | JAPAN RUGBY LEAGUE ONE 2024-25 DIVISION 3 順位表（2025年5月11日時点）出典： | 編集 | | | | | | | | | | | | |                                                                          |                                                                          |

## 受賞者
年間表彰式「NTTジャパンラグビー リーグワン2024-25 アワード」の各賞受賞者のうち、主にDIVISION3に関連するもの。別ページの「DIVISION1 受賞者」「DIVISION2 受賞者」も参照のこと。
2025年5月11日にリーグ戦全試合が終了し個人成績が確定したことに伴い、得点王、最多トライゲッターを発表。5月20日にベストキッカー、ベストラインブレイカー、ベストタックラー発表。5月21日にフェアプレーチーム賞を発表。6月2日に「NTTジャパンラグビー リーグワン2024-25 アワード」を開催し表彰。

### チーム表彰
- DIVISION3 優勝：マツダスカイアクティブズ広島【初】
- DIVISION3 フェアプレーチーム賞：マツダスカイアクティブズ広島 [31]【初】- 反則数をポイント化し集計、DIVISION3で最少となる。

### 個人表彰
- DIVISION3 MVP：芦田朋輝【初】（SA広島）
- DIVISION3 得点王：杉山祐太【初】（WG昭島）-  134得点（4T、42G、10PG）[32]
- DIVISION3 最多トライゲッター：チェイス・ティアティア【初】（狭山RG）-  14トライ [32]
- DIVISION3 ベストキッカー：井上陽公【初】（SA広島）-  成功率82.1％（G: 38回中31回成功 81.6％、PG: 1回中1回成功 100％）[33]
- DIVISION3 ベストタックラー：森山皓太【初】（中国RR）-  タックル数218回、成功数183回、成功率83.9％[33]
- DIVISION3 ベストラインブレイカー：レオ・ゴードン【初】（WG昭島）-  20回[33]
- DIVISION3 優秀ヘッドコーチ賞：ダミアン・カラウナ【初】（SA広島）
- ベストホイッスル賞：古瀬健樹【3回目・3季連続】（全DIVISIONで1人のみが対象）

### プレイヤーズ・チョイス・プライズ
選手によって自ら受賞対象選手を選ぶ賞。
- DIVISION3 プレーヤー・オブ・ザ・シーズン：チェイス・ティアティア【初】（狭山RG）- 対戦相手として、最も苦しめられた選手に贈られる賞。
- DIVISION3 ゴールデンショルダー：森山皓太【3回目・2季連続】（中国RR）-  数字には表れない、実際に受けたタックルから選ぶベストタックラーに贈られる賞。

### 100試合出場達成選手
このシーズンで、100試合出場を達成した選手。トップリーグのリーグ戦とリーグワンの公式戦出場の通算記録。
- カーン・ヘスケス（LR福岡）- 2025年5月4日（第14節・SA広島戦）[34]：トップリーグ85試合、リーグワン15試合[35]

## リーグ戦
左側がホストチームで、右側がビジターチーム。

### 第1節
| 2024年12月21日(土) 13:00 | 中国電力レッドレグリオンズ | 26-61 | スカイアクティブズ広島 (1 BP) | Balcom BMW Stadium, 広島県広島市西区 観客数: 1,354人 レフリー: 稲西輝紀（関西協会） |
| 2024年12月21日(土) 13:00 | タイムライン 結果配信表    |       |                               | Balcom BMW Stadium, 広島県広島市西区 観客数: 1,354人 レフリー: 稲西輝紀（関西協会） |

【プレイヤー・オブ・ザ・マッチ】SA広島（5）アンドリュー・デビッドソン
| 2024年12月22日(日) 12:00 | ルリーロ福岡            | 17-25 | ヤクルトレビンズ戸田 | 久留米総合スポーツセンター陸上競技場, 福岡県久留米市 観客数: 2,418人 レフリー: 平川哲也（日本協会A） |
| 2024年12月22日(日) 12:00 | タイムライン 結果配信表 |       |                      | 久留米総合スポーツセンター陸上競技場, 福岡県久留米市 観客数: 2,418人 レフリー: 平川哲也（日本協会A） |

【プレイヤー・オブ・ザ・マッチ】L戸田（10）ニック・イブミー
- 両チームとも、初めてのリーグワン公式戦。

| 2024年12月22日(日) 13:00 | 狭山セコムラガッツ      | 24-15 | クリタウォーターガッシュ昭島 | 足利市総合運動場陸上競技場, 栃木県足利市 観客数: 1,116人 レフリー: 桑井亜乃 |
| 2024年12月22日(日) 13:00 | タイムライン 結果配信表 |       |                              | 足利市総合運動場陸上競技場, 栃木県足利市 観客数: 1,116人 レフリー: 桑井亜乃 |

【プレイヤー・オブ・ザ・マッチ】狭山RG（15）チェイス・ティアティア
【追加的処分】テアレキ・ベンニコラス (WG昭島)  → 5週間の（第6節までの）出場停止
- 狭山セコムラガッツは、初めてのリーグワン公式戦。
- 栃木県でリーグワンの試合を開催するのは、この試合が初めて。
- レフリーの桑井亜乃は、前身のトップリーグも含めて、女性として初めて社会人公式戦レフリーを担当[37]。

### 第2節
| 2024年12月28日(土) 12:00 | クリタウォーターガッシュ昭島 | 16-29 | ヤクルトレビンズ戸田 | 厚木市荻野運動公園競技場, 神奈川県厚木市 観客数: 609人 レフリー: 稲西輝紀（関西協会） |
| 2024年12月28日(土) 12:00 | タイムライン 結果配信表      |       |                      | 厚木市荻野運動公園競技場, 神奈川県厚木市 観客数: 609人 レフリー: 稲西輝紀（関西協会） |

【プレイヤー・オブ・ザ・マッチ】L戸田（2）谷峻輔
【追加的処分】デーモン・レエスアス (WG昭島)  → 3週間の（第3節～第5節の）出場停止
| 2024年12月29日(日) 12:00 | 狭山セコムラガッツ (1 BP) | 27-31 | スカイアクティブズ広島 | JITリサイクルインクスタジアム, 山梨県甲府市 観客数: 1,408人 レフリー: 梶原晃久（日本協会A） |
| 2024年12月29日(日) 12:00 | タイムライン 結果配信表   |       |                        | JITリサイクルインクスタジアム, 山梨県甲府市 観客数: 1,408人 レフリー: 梶原晃久（日本協会A） |

【プレイヤー・オブ・ザ・マッチ】SA広島（7）芦田朋輝
- 山梨県でリーグワンの試合を開催するのは、この試合が初めて。

| 2025年1月5日(日) 13:00 | ルリーロ福岡            | 17-39 | 中国電力レッドレグリオンズ (1 BP) | 久留米総合スポーツセンター陸上競技場, 福岡県久留米市 観客数: 1,013人 レフリー: 桑井亜乃 |
| 2025年1月5日(日) 13:00 | タイムライン 結果配信表 |       |                                   | 久留米総合スポーツセンター陸上競技場, 福岡県久留米市 観客数: 1,013人 レフリー: 桑井亜乃 |

【プレイヤー・オブ・ザ・マッチ】中国RR（10）宮嵜隼人

### 第3節
| 2025年1月11日(土) 12:00 | 狭山セコムラガッツ (1 BP) | 58-10 | ルリーロ福岡 | 栃木県グリーンスタジアム, 栃木県宇都宮市 観客数: 567人 レフリー: 稲西輝紀（関西協会） |
| 2025年1月11日(土) 12:00 | タイムライン 結果配信表   |       |              | 栃木県グリーンスタジアム, 栃木県宇都宮市 観客数: 567人 レフリー: 稲西輝紀（関西協会） |

【プレーヤー・オブ・ザ・マッチ】狭山RG（7）飯田光紀
| 2025年1月11日(土) 13:00 | スカイアクティブズ広島 (1 BP) | 57-13 | クリタウォーターガッシュ昭島 | Balcom BMW Stadium, 広島県広島市西区 観客数: 1,818人 レフリー: 桑井亜乃 |
| 2025年1月11日(土) 13:00 | タイムライン 結果配信表       |       |                              | Balcom BMW Stadium, 広島県広島市西区 観客数: 1,818人 レフリー: 桑井亜乃 |

【プレーヤー・オブ・ザ・マッチ】SA広島（12）クリントン・ノックス
| 2025年1月12日(日) 12:00 | ヤクルトレビンズ戸田 (1 BP) | 20-26 | 中国電力レッドレグリオンズ | 栃木県グリーンスタジアム, 栃木県宇都宮市 観客数: 420人 レフリー: 大内想太（関西協会） |
| 2025年1月12日(日) 12:00 | タイムライン 結果配信表     |       |                            | 栃木県グリーンスタジアム, 栃木県宇都宮市 観客数: 420人 レフリー: 大内想太（関西協会） |

【プレーヤー・オブ・ザ・マッチ】中国RR（10）宮嵜隼人

### 第4節
| 2025年1月19日(日) 13:00 | クリタウォーターガッシュ昭島 (1 BP) | 64-26 | ルリーロ福岡 | AGFフィールド, 東京都調布市 観客数: 759人 レフリー: 廣瀬亮治（関西協会） |
| 2025年1月19日(日) 13:00 | タイムライン 結果配信表             |       |              | AGFフィールド, 東京都調布市 観客数: 759人 レフリー: 廣瀬亮治（関西協会） |

【プレーヤー・オブ・ザ・マッチ】WG昭島（不明）
| 2025年1月19日(日) 13:00 | スカイアクティブズ広島 (1 BP) | 45-13 | ヤクルトレビンズ戸田 | Balcom BMW Stadium, 広島県広島市西区 観客数: 2,593人 レフリー: 稲西輝紀（関西協会） |
| 2025年1月19日(日) 13:00 | タイムライン 結果配信表       |       |                      | Balcom BMW Stadium, 広島県広島市西区 観客数: 2,593人 レフリー: 稲西輝紀（関西協会） |

【プレーヤー・オブ・ザ・マッチ】SA広島（8）ジャクソン・ピュー
| 2025年1月19日(日) 13:00 | 中国電力レッドレグリオンズ | 15-54 | 狭山セコムラガッツ (1 BP) | 維新みらいふスタジアム, 山口県山口市 観客数: 1,064人 レフリー: 桑井亜乃 |
| 2025年1月19日(日) 13:00 | タイムライン 結果配信表    |       |                           | 維新みらいふスタジアム, 山口県山口市 観客数: 1,064人 レフリー: 桑井亜乃 |

【プレーヤー・オブ・ザ・マッチ】狭山RG（9）高島理久也

### 第5節
| 2025年1月25日(土) 12:00 | ルリーロ福岡            | 5-66 | スカイアクティブズ広島 (1 BP) | 久留米総合スポーツセンター陸上競技場, 福岡県久留米市 観客数: 709人 レフリー: 稲西輝紀（関西協会） |
| 2025年1月25日(土) 12:00 | タイムライン 結果配信表 |      |                               | 久留米総合スポーツセンター陸上競技場, 福岡県久留米市 観客数: 709人 レフリー: 稲西輝紀（関西協会） |

【プレーヤー・オブ・ザ・マッチ】SA広島（7）芦田朋輝
| 2025年2月1日(土) 12:00 | (1 BP) クリタウォーターガッシュ昭島 | 45-19 | 中国電力レッドレグリオンズ | 厚木市荻野運動公園競技場, 神奈川県厚木市 観客数: 448人 レフリー: 稲西輝紀（関西協会） |
| 2025年2月1日(土) 12:00 | タイムライン 結果配信表             |       |                            | 厚木市荻野運動公園競技場, 神奈川県厚木市 観客数: 448人 レフリー: 稲西輝紀（関西協会） |

【プレーヤー・オブ・ザ・マッチ】WG昭島（4）中村匡汰
| 2025年2月2日(日) 12:00 | ヤクルトレビンズ戸田    | 6-36 | (1 BP) 狭山セコムラガッツ | アースケア敷島サッカー・ラグビー場 観客数: 526人 レフリー: 平川哲也（日本協会A） |
| 2025年2月2日(日) 12:00 | タイムライン 結果配信表 |      |                           | アースケア敷島サッカー・ラグビー場 観客数: 526人 レフリー: 平川哲也（日本協会A） |

【プレーヤー・オブ・ザ・マッチ】狭山RG（11）神座立樹

### 第6節
| 2025年2月15日(土) 13:00 | (1 BP) 狭山セコムラガッツ | 33-40 | クリタウォーターガッシュ昭島 | 足利市総合運動場陸上競技場, 栃木県足利市 観客数: 680人 レフリー: 梶原晃久（日本協会A |
| 2025年2月15日(土) 13:00 | タイムライン 結果配信表   |       |                              | 足利市総合運動場陸上競技場, 栃木県足利市 観客数: 680人 レフリー: 梶原晃久（日本協会A |

【プレーヤー・オブ・ザ・マッチ】WG昭島（9）新和田錬
| 2025年2月15日(土) 13:00 | (1 BP) スカイアクティブズ広島 | 22-26 | 中国電力レッドレグリオンズ | Balcom BMW Stadium, 広島県広島市西区 観客数: 3,888人 レフリー: 山内昂輝（日本協会A） |
| 2025年2月15日(土) 13:00 | タイムライン 結果配信表       |       |                            | Balcom BMW Stadium, 広島県広島市西区 観客数: 3,888人 レフリー: 山内昂輝（日本協会A） |

【プレーヤー・オブ・ザ・マッチ】中国RR（10）宮嵜隼人
| 2025年2月16日(日) 12:00 | ヤクルトレビンズ戸田    | 39-34 | ルリーロ福岡 (1 BP) | 太田市運動公園陸上競技場 観客数: 343人 レフリー: 桑井亜乃（日本協会A） |
| 2025年2月16日(日) 12:00 | タイムライン 結果配信表 |       |                     | 太田市運動公園陸上競技場 観客数: 343人 レフリー: 桑井亜乃（日本協会A） |

【プレーヤー・オブ・ザ・マッチ】L戸田（8）ジェイコブ・マティウ

### 第7節
| 2025年2月22日(土) 12:00 | 中国電力レッドレグリオンズ | 23-18 | ヤクルトレビンズ戸田 | Balcom BMW Stadium, 広島県広島市西区 観客数: 784人 レフリー: 廣瀬亮治（日本協会A） |
| 2025年2月22日(土) 12:00 | タイムライン 結果配信表    |       |                      | Balcom BMW Stadium, 広島県広島市西区 観客数: 784人 レフリー: 廣瀬亮治（日本協会A） |

【プレーヤー・オブ・ザ・マッチ】中国RR（13）東将吾
【追加的処分】大石力也 (L戸田)  → 3週間（第8節～第10節）の出場停止
| 2025年2月22日(土) 13:00 | クリタウォーターガッシュ昭島 | 16-22 | スカイアクティブズ広島 | AGFフィールド, 東京都調布市 観客数: 534人 レフリー: 水谷元紀（日本協会A） |
| 2025年2月22日(土) 13:00 | タイムライン 結果配信表      |       |                        | AGFフィールド, 東京都調布市 観客数: 534人 レフリー: 水谷元紀（日本協会A） |

【プレーヤー・オブ・ザ・マッチ】SA広島（8）ジャクソン・ピュー
| 2025年2月23日(日) 12:00 | ルリーロ福岡            | 3-57 | 狭山セコムラガッツ | 久留米総合スポーツセンター陸上競技場, 福岡県久留米市 観客数: 825人 レフリー: 大内想太（日本協会A） |
| 2025年2月23日(日) 12:00 | タイムライン 結果配信表 |      |                    | 久留米総合スポーツセンター陸上競技場, 福岡県久留米市 観客数: 825人 レフリー: 大内想太（日本協会A） |

【プレーヤー・オブ・ザ・マッチ】狭山RG（7）水谷健人

### 第8節
| 2025年3月1日(土) 12:00 | ヤクルトレビンズ戸田    | 12-56 | クリタウォーターガッシュ昭島 (1 BP) | AGFフィールド 観客数: 1,090人 レフリー: 桑井亜乃（日本協会A） |
| 2025年3月1日(土) 12:00 | タイムライン 結果配信表 |       |                                     | AGFフィールド 観客数: 1,090人 レフリー: 桑井亜乃（日本協会A） |

【プレーヤー・オブ・ザ・マッチ】WG昭島（12）レオ・ゴードン
| 2025年3月1日(土) 14:30 | スカイアクティブズ広島 (1 BP) | 45-17 | 狭山セコムラガッツ | 福山通運ローズスタジアム, 広島県福山市 観客数: 1,580人 レフリー: 稲西輝紀（日本協会A） |
| 2025年3月1日(土) 14:30 | タイムライン 結果配信表       |       |                    | 福山通運ローズスタジアム, 広島県福山市 観客数: 1,580人 レフリー: 稲西輝紀（日本協会A） |

【プレーヤー・オブ・ザ・マッチ】SA広島（11）亀井康平
| 2025年3月2日(日) 12:00 | (1 BP) 中国電力レッドレグリオンズ | 24-10 | ルリーロ福岡 | 福山通運ローズスタジアム, 広島県福山市 観客数: 366人 レフリー: 水谷元紀（日本協会A） |
| 2025年3月2日(日) 12:00 | タイムライン 結果配信表           |       |              | 福山通運ローズスタジアム, 広島県福山市 観客数: 366人 レフリー: 水谷元紀（日本協会A） |

【プレーヤー・オブ・ザ・マッチ】中国RR（7）松永浩平
【追加的処分】松田進太郎 (中国RR) → 3試合（第9節、第10節、第12節）の出場停止

### 第9節
| 2025年3月8日(土) 12:00 | (1 BP) 狭山セコムラガッツ | 44-22 | 中国電力レッドレグリオンズ | 足利ガスグラウンド, 栃木県足利市 観客数: 479人 レフリー: 桑井亜乃（日本協会A） |
| 2025年3月8日(土) 12:00 | タイムライン 結果配信表   |       |                            | 足利ガスグラウンド, 栃木県足利市 観客数: 479人 レフリー: 桑井亜乃（日本協会A） |

【プレーヤー・オブ・ザ・マッチ】狭山RG（13）フィシプナ・トゥイアキ
| 2025年3月8日(土) 12:00 | ヤクルトレビンズ戸田             | 10-42 | スカイアクティブズ広島 (1 BP) | スピアーズえどりくフィールド, 東京都江戸川区 観客数: 750人 レフリー: 廣瀬亮治（日本協会A） |
| 2025年3月8日(土) 12:00 | タイムライン 結果配信表 レポート |       |                               | スピアーズえどりくフィールド, 東京都江戸川区 観客数: 750人 レフリー: 廣瀬亮治（日本協会A） |

【プレーヤー・オブ・ザ・マッチ】広島SA（1）加藤滉紫
| 2025年3月16日(日) 13:00 | ルリーロ福岡            | 27-54 | クリタウォーターガッシュ昭島 (1 BP) | 久留米総合スポーツセンター陸上競技場, 福岡県久留米市 観客数: 521人 レフリー: 廣瀬亮治（日本協会A） |
| 2025年3月16日(日) 13:00 | タイムライン 結果配信表 |       |                                     | 久留米総合スポーツセンター陸上競技場, 福岡県久留米市 観客数: 521人 レフリー: 廣瀬亮治（日本協会A） |

【プレーヤー・オブ・ザ・マッチ】WG昭島（10）菅沼神兵

### 第10節
| 2025年3月22日(土) 12:00 | 狭山セコムラガッツ      | 38-17 | ヤクルトレビンズ戸田 | 足利ガスグラウンド, 栃木県足利市 観客数: 651人 レフリー: 廣瀬亮治（日本協会A） |
| 2025年3月22日(土) 12:00 | タイムライン 結果配信表 |       |                      | 足利ガスグラウンド, 栃木県足利市 観客数: 651人 レフリー: 廣瀬亮治（日本協会A） |

【プレーヤー・オブ・ザ・マッチ】狭山RG（11）神座立樹
| 2025年3月22日(土) 13:00 | クリタウォーターガッシュ昭島 | 38-28 | 中国電力レッドレグリオンズ | AGFフィールド, 東京都調布市 観客数: 557人 レフリー: 稲西輝紀（日本協会A） |
| 2025年3月22日(土) 13:00 | タイムライン 結果配信表      |       |                            | AGFフィールド, 東京都調布市 観客数: 557人 レフリー: 稲西輝紀（日本協会A） |

【プレーヤー・オブ・ザ・マッチ】WG昭島（15）杉山祐太
| 2025年3月22日(土) 14:30 | (1 BP) スカイアクティブズ広島 | 40-3 | ルリーロ福岡 | Balcom BMW Stadium, 広島県広島市西区 観客数: 2,321人 レフリー: 桑井亜乃（日本協会A） |
| 2025年3月22日(土) 14:30 | タイムライン 結果配信表       |      |              | Balcom BMW Stadium, 広島県広島市西区 観客数: 2,321人 レフリー: 桑井亜乃（日本協会A） |

【プレーヤー・オブ・ザ・マッチ】SA広島（12）李修平
【追加的処分】アカリバ・サカサカイバル (LR福岡) → 4試合（第11節 - 第14節）の出場停止

### 第11節
| 2025年3月29日(土) 12:00 | クリタウォーターガッシュ昭島 | 23-18 | スカイアクティブズ広島 (1 BP) | 厚木市荻野運動公園競技場, 神奈川県厚木市 観客数: 395人 レフリー: 水谷元紀（日本協会A） |
| 2025年3月29日(土) 12:00 | タイムライン 結果配信表      |       |                               | 厚木市荻野運動公園競技場, 神奈川県厚木市 観客数: 395人 レフリー: 水谷元紀（日本協会A） |

【プレーヤー・オブ・ザ・マッチ】WG昭島（1）田草川恵
| 2025年4月5日(土) 12:00 | (1 BP) 狭山セコムラガッツ | 48-5 | ルリーロ福岡 | 海老名運動公園陸上競技場, 神奈川県海老名市 観客数: 879人 レフリー: 稲西輝紀（日本協会A） |
| 2025年4月5日(土) 12:00 | タイムライン 結果配信表   |      |              | 海老名運動公園陸上競技場, 神奈川県海老名市 観客数: 879人 レフリー: 稲西輝紀（日本協会A） |

【プレーヤー・オブ・ザ・マッチ】狭山RG（8）フェトゥカモカモ・ダグラス
| 2025年4月5日(土) 12:00 | 中国電力レッドレグリオンズ | 14-27 | ヤクルトレビンズ戸田 (1 BP) | Balcom BMW Stadium 観客数: 537人 レフリー: 桑井亜乃（日本協会A） |
| 2025年4月5日(土) 12:00 | タイムライン 結果配信表    |       |                             | Balcom BMW Stadium 観客数: 537人 レフリー: 桑井亜乃（日本協会A） |

【プレーヤー・オブ・ザ・マッチ】L戸田（12）アントニオ・ミカエリトゥー

### 第12節
| 2025年3月30日(日) 12:00 | ルリーロ福岡            | 33-17 | 中国電力レッドレグリオンズ | 久留米総合スポーツセンター陸上競技場, 福岡県久留米市 観客数: 454人 レフリー: 廣瀬亮治（日本協会A） |
| 2025年3月30日(日) 12:00 | タイムライン 結果配信表 |       |                            | 久留米総合スポーツセンター陸上競技場, 福岡県久留米市 観客数: 454人 レフリー: 廣瀬亮治（日本協会A） |

【プレーヤー・オブ・ザ・マッチ】LR福岡（1）木村圭汰
- LR福岡は、今季リーグワン参入後、初めての勝利となった[43]。

| 2025年4月12日(土) 12:00 | ヤクルトレビンズ戸田    | 14-68 | クリタウォーターガッシュ昭島 (1 BP) | AGFフィールド, 東京都調布市 観客数: 813人 レフリー: 稲西輝紀（日本協会A） |
| 2025年4月12日(土) 12:00 | タイムライン 結果配信表 |       |                                     | AGFフィールド, 東京都調布市 観客数: 813人 レフリー: 稲西輝紀（日本協会A） |

【プレーヤー・オブ・ザ・マッチ】WG昭島（7）中尾泰星
| 2025年4月12日(土) 13:00 | スカイアクティブズ広島  | 35-41 | 狭山セコムラガッツ | Balcom BMW Stadium, 広島県広島市 観客数: 2,053人 レフリー: 桑井亜乃（日本協会A） |
| 2025年4月12日(土) 13:00 | タイムライン 結果配信表 |       |                    | Balcom BMW Stadium, 広島県広島市 観客数: 2,053人 レフリー: 桑井亜乃（日本協会A） |

【プレーヤー・オブ・ザ・マッチ】狭山RG（3）白川直人

### 第13節
| 2025年4月19日(土) 12:00 | クリタウォーターガッシュ昭島 | 26-37 | ルリーロ福岡 | 厚木市荻野運動公園競技場, 神奈川県厚木市 観客数: 648人 レフリー: 桑井亜乃（日本協会A） |
| 2025年4月19日(土) 12:00 | タイムライン 結果配信表      |       |              | 厚木市荻野運動公園競技場, 神奈川県厚木市 観客数: 648人 レフリー: 桑井亜乃（日本協会A） |

【プレーヤー・オブ・ザ・マッチ】LR福岡（10）松尾将太郎
- WG昭島は残り2試合で勝ち点38のままとなり、同節に勝ち点50以上となった狭山RGとSA広島には追い付かないことが確定。入替戦進出を逃した。

| 2025年4月19日(土) 13:00 | 中国電力レッドレグリオンズ | 6-47 | 狭山セコムラガッツ (1 BP) | Balcom BMW Stadium, 広島県広島市 観客数: 681人 レフリー: 廣瀬亮治（日本協会A） |
| 2025年4月19日(土) 13:00 | タイムライン 結果配信表    |      |                           | Balcom BMW Stadium, 広島県広島市 観客数: 681人 レフリー: 廣瀬亮治（日本協会A） |

【プレーヤー・オブ・ザ・マッチ】狭山RG（15）チェイス・ティアティア
- 狭山RGは勝ち点50となり、DIVISION2昇格をかけた入替戦への出場が確定した[44][45]。

| 2025年4月20日(日) 14:00 | (1 BP) スカイアクティブズ広島 | 48-3 | ヤクルトレビンズ戸田 | 維新みらいふスタジアム, 山口県山口市 観客数: 1,836人 レフリー: 稲西輝紀（日本協会A） |
| 2025年4月20日(日) 14:00 | タイムライン 結果配信表       |      |                      | 維新みらいふスタジアム, 山口県山口市 観客数: 1,836人 レフリー: 稲西輝紀（日本協会A） |

【プレーヤー・オブ・ザ・マッチ】SA広島（11）金丸勇人
- SA広島は勝ち点51となり、DIVISION2昇格をかけた入替戦への出場が確定した[45]。

### 第14節
| 2025年4月27日(日) 13:00 | 中国電力レッドレグリオンズ | 34-38 | クリタウォーターガッシュ昭島 | Balcom BMW Stadium, 広島県広島市 観客数: 834人 レフリー: 大内想太（日本協会A |
| 2025年4月27日(日) 13:00 | タイムライン 結果配信表    |       |                              | Balcom BMW Stadium, 広島県広島市 観客数: 834人 レフリー: 大内想太（日本協会A |

【プレーヤー・オブ・ザ・マッチ】WG昭島（11）濱副慧悟
| 2025年4月27日(日) 13:00 | (1 BP) 狭山セコムラガッツ | 47-50 | ヤクルトレビンズ戸田 | 小田原市城山陸上競技場, 神奈川県小田原市 観客数: 1,074人 レフリー: 桑井亜乃（日本協会A） |
| 2025年4月27日(日) 13:00 | タイムライン 結果配信表   |       |                      | 小田原市城山陸上競技場, 神奈川県小田原市 観客数: 1,074人 レフリー: 桑井亜乃（日本協会A） |

【プレーヤー・オブ・ザ・マッチ】L戸田（15）沢村舜
【追加的処分】高橋香成 (狭山RG) → 3試合（第15節・D2/D3入替戦第1戦・第2戦）の出場停止
| 2025年5月4日(日) 13:00 | ルリーロ福岡            | 12-35 | スカイアクティブズ広島 (1 BP) | 久留米総合スポーツセンター陸上競技場, 福岡県久留米市 観客数: 1,237人 レフリー: 稲西輝紀（日本協会A） |
| 2025年5月4日(日) 13:00 | タイムライン 結果配信表 |       |                               | 久留米総合スポーツセンター陸上競技場, 福岡県久留米市 観客数: 1,237人 レフリー: 稲西輝紀（日本協会A） |

【プレーヤー・オブ・ザ・マッチ】SA島（6）ジャクソン・ピュー
- SA広島は、この勝利でDIVISION3の初優勝が決定した[47]。
- カーン・ヘスケス（LR福岡）は、この試合でトップリーグとリーグワン通算100試合出場を達成した[34][35]。

### 第15節
| 2025年5月10日(土) 12:00 | (1 BP) クリタウォーターガッシュ昭島 | 17-22 | 狭山セコムラガッツ | 厚木市荻野運動公園競技場, 神奈川県厚木市 観客数: 681人 レフリー: 稲西輝紀（日本協会A） |
| 2025年5月10日(土) 12:00 | タイムライン 結果配信表             |       |                    | 厚木市荻野運動公園競技場, 神奈川県厚木市 観客数: 681人 レフリー: 稲西輝紀（日本協会A） |

【プレーヤー・オブ・ザ・マッチ】狭山RG（8）フェトゥカモカモ・ダグラス
| 2025年5月11日(日) 12:00 | ヤクルトレビンズ戸田    | 15-27 | ルリーロ福岡 | AGFフィールド, 東京都調布市 観客数: 1,129人 レフリー: 桑井亜乃（日本協会A） |
| 2025年5月11日(日) 12:00 | タイムライン 結果配信表 |       |              | AGFフィールド, 東京都調布市 観客数: 1,129人 レフリー: 桑井亜乃（日本協会A） |

【プレーヤー・オブ・ザ・マッチ】LR福岡（8）フィナウ マカヴァハ
| 2025年5月11日(日) 14:30 | (1 BP) スカイアクティブズ広島 | 40-10 | 中国電力レッドレグリオンズ | Balcom BMW Stadium, 広島県広島市 観客数: 5,229人 レフリー: 梶原晃久（日本協会A） |
| 2025年5月11日(日) 14:30 | タイムライン 結果配信表       |       |                            | Balcom BMW Stadium, 広島県広島市 観客数: 5,229人 レフリー: 梶原晃久（日本協会A） |

【プレーヤー・オブ・ザ・マッチ】SA広島（10）井上陽公
- DIVISION3の最多入場者記録を更新した[48]。

## 入替戦
昇格・降格は、(1)勝ち点、(2)勝利数、(3)得失点差、(4)トライ数、(5)トライ後のゴール数、によって決定する。それでも順位が決まらない場合、DIVISION1所属チームが残留する。勝ち点は、レギュラーシーズンと同じく、勝ち4点、引き分け2点、負け0点。7点差以内の負けは1点を付与し、3トライ差以上での勝ちは追加で1点を付与する。

### 入替戦（DIVISION2/DIVISION3）
| 2025年5月24日(土) 12:00 | (勝ち点4) 日本製鉄釜石シーウェイブス (D2 8位)                                                                                                 | 33-14 27-前半-0                  | マツダスカイアクティブズ広島 (D3 1位)              | いわぎんスタジアム, 岩手県盛岡市 観客数: 835人 レフリー: 近藤雅喜（日本協会A） |
| 2025年5月24日(土) 12:00 | T: サム・ヘンウッド 15' 村田オスカロイド 26', 川上剛右 29' G: ミッチェル・ハント 16', 27', 30' PG: ミッチェル・ハント 8', 39', 47' 落和史 81' | タイムライン 結果配信表 レポート | T: 芦田朋輝 55', 中村悠人 60' G: 嘉納一千 56', 61' | いわぎんスタジアム, 岩手県盛岡市 観客数: 835人 レフリー: 近藤雅喜（日本協会A） |

【プレーヤー・オブ・ザ・マッチ】釜石SW（7）河野良太
| 2025年5月31日(土) 12:00 | マツダスカイアクティブズ広島 (D3 1位)                                                                                              | 24-51 17-前半-27                 | 日本製鉄釜石シーウェイブス (勝ち点4) (D2 8位) | Balcom BMW Stadium, 広島県広島市西区 観客数: 3,191人 レフリー: 水谷元紀（日本協会A） |
| 2025年5月31日(土) 12:00 | T: 芦田朋輝 4' アンドリュー・デビッドソン 11' ジャクソン・ピュー 39' ノックスクリントン 55' G: 嘉納一千 12' ボーディン・ワッカ 55' | タイムライン 結果配信表 レポート | T: 松山青 17' ベンジャミン・ニーニー 18' 河野良太 36' トンガモセセ 71' 村田オスカロイド 74' 南篤志 77' G: ミッチェル・ハント 18', 25', 37', 72', 75', 77' PG: ミッチェル・ハント 8', 33' ハミッシュ・ダルゼル 81' | Balcom BMW Stadium, 広島県広島市西区 観客数: 3,191人 レフリー: 水谷元紀（日本協会A） |

【プレーヤー・オブ・ザ・マッチ】釜石SW（10）ミッチェル・ハント
- 釜石SWが2勝し、釜石SWはDIVISION2残留、SA広島はDIVISION3残留が決まった。

| 2025年5月24日(土) 14:30 10-前半-7 | (勝ち点4) 清水建設江東ブルーシャークス (D2 7位)                                                                  | 17-15 10-前半-7         | 狭山セコムラガッツ (1 BP) (D3 2位)                                                | 江東区夢の島陸上競技場, 東京都江東区 観客数: 1,564人 レフリー: 手束伊吹（日本協会A） |
| 2025年5月24日(土) 14:30 10-前半-7 | T: 安達航洋 7' エッセンドン・トゥイトゥポウ 79' G: コンラッド・バンワイク 8', 80' PG: コンラッド・バンワイク 40' | タイムライン 結果配信表 | T: 中洲晴陽 9', 神座立樹 46' G: ダニエル・ウェイト 10' PG: ダニエル・ウェイト 53' | 江東区夢の島陸上競技場, 東京都江東区 観客数: 1,564人 レフリー: 手束伊吹（日本協会A） |

【プレーヤー・オブ・ザ・マッチ】江東BS（23）エッセンドン・トゥイトゥポウ
【追加的処分】ティジェイ・ファイアネ (狭山RG) → 4試合（2025-26シーズン第2節まで）の出場停止
【追加的処分】クリップスヘイデン (江東BS) → 3試合（2025-26シーズン第3節まで）の出場停止
| 2025年5月31日(土) 12:00 | (1 BP) 狭山セコムラガッツ (D3 2位)                                                                              | 28-31 7-前半-21         | 清水建設江東ブルーシャークス (勝ち点4) (D2 7位)                                                                                                   | 海老名運動公園陸上競技場, 神奈川県海老名市 観客数: 1,048人 レフリー: 近藤雅喜（日本協会A） |
| 2025年5月31日(土) 12:00 | T: フェトゥカモカモ・ダグラス 34', 50' チェイス・ティアティア 60', 66' G: ダニエル・ウェイト 35', 51', 61', 66' | タイムライン 結果配信表 | T: 西端玄汰 20' マーフィー・タラマイ 25' シアレ・ピウタウ 40+3' コンラッド・バンワイク 42' 安達航洋 63' G: コンラッド・バンワイク 21', 26', 40+4' | 海老名運動公園陸上競技場, 神奈川県海老名市 観客数: 1,048人 レフリー: 近藤雅喜（日本協会A） |

【プレーヤー・オブ・ザ・マッチ】江東BS（15）コンラッド・バンワイク
- 江東BSが2勝し、江東BSはDIVISION2残留、狭山RGはDIVISION3残留が決まった。

## レフリー

### パネルレフリー
2024-25シーズンでレフリーを担当する。例年、日本ラグビーフットボール協会A級レフリーから選出される。「パネル（panel）」とは「選抜された」「招待された」などの意味。
「レフリー担当試合数」は、昨シーズンまでの合計（ジャパンラグビートップリーグおよびジャパンラグビーリーグワンでの累計）。
| 氏名     | 勤務先                         | 生年月日（年齢）       | レフリー 担当 試合数 | 備考                                                     |
| -------- | ------------------------------ | ---------------------- | -------------------- | -------------------------------------------------------- |
| 稲西輝紀 | 島津産機システムズ             | 2000年1月9日（25歳）   | 0                    |                                                          |
| 大内想太 | 兵庫県立川西北陵高校           | 1990年6月18日（35歳）  | 13                   |                                                          |
| 梶原晃久 | ニチバン                       | 1986年5月22日（39歳）  | 80                   |                                                          |
| 川原佑   | NTT Sports X                   | 1992年12月25日（32歳） | 46                   |                                                          |
| 桑井亜乃 | 日本ラグビーフットボール協会   | 1989年10月20日（35歳） | 0                    | 女性レフリーは、トップリーグ時代も含め社会人リーグで初。 |
| 近藤雅喜 | 本田技研工業                   | 1994年12月2日（30歳）  | 4                    |                                                          |
| 関谷惇大 | ウェルファムフーズ             | 1983年9月30日（41歳）  | 39                   |                                                          |
| 手束伊吹 |                                | 1997年6月9日（28歳）   | 28                   |                                                          |
| 滑川剛人 | トヨタ自動車                   | 1990年1月1日（35歳）   | 44                   |                                                          |
| 平川哲也 | メディカルシステムネットワーク | 1992年3月30日（33歳）  | 26                   |                                                          |
| 廣瀬亮治 | 近畿大学付属中学・高校         | 1995年9月19日（29歳）  | 11                   |                                                          |
| 古瀬健樹 | 日本ラグビーフットボール協会   | 2002年1月25日（23歳）  | 41                   |                                                          |
| 水谷元紀 | 愛知県立長久手高校             | 1990年11月19日（34歳） | 8                    |                                                          |
| 山内昂輝 | 御開工務店                     | 1995年10月6日（29歳）  | 20                   |                                                          |

### バックアップレフリー
2024-25シーズンにおけるバックアップレフリー。パネルレフリーが負傷などで欠員が生じた際に、試合を担当する。
【4名】池田韻、延原梨耀翔、三井健太、山本篤志

## 試合中継メディア
事業共創パートナーのJ SPORTSは、DIVISION1・DIVISION2の全試合を放送（一部録画放送）。
J SPORTSオンデマンドで全試合を配信するが、DIVISION3の場合はカメラは1台～数台で、実況アナウンサーはいない。全DIVISIONダイジェストは「ラグビーわんだほー! ～ラグビー情報番組～」で扱う。
|             | J SPORTS                   | J SPORTS             | J SPORTS | J SPORTS                            | 備考 |
| テレビ中継  | オンデマンド配信           | 45分ダイジェスト番組 | 情報番組 |                                     | 備考 |
| ----------- | -------------------------- | -------------------- | -------- | ----------------------------------- | ---- |
| DIVISION 1  | 生放送＋再放送             | あり                 | あり     | 「ラグビーわんだほー!」番組内で扱う |      |
| D1/D2入替戦 | 生放送（一部録画）＋再放送 | あり                 | あり     | 「ラグビーわんだほー!」番組内で扱う |      |
| DIVISION 2  | 生放送（一部録画）＋再放送 | あり                 | 無し     | 「ラグビーわんだほー!」番組内で扱う |      |
| D2/D3入替戦 | 無し                       | あり                 | 無し     | 「ラグビーわんだほー!」番組内で扱う |      |
| DIVISION 3  | 無し                       | あり（実況アナ無し） | 無し     | 「ラグビーわんだほー!」番組内で扱う |      |

### J SPORTS以外 の メディア
DIVISION3について、テレビ中継放送は行われない。